# 富玹
富玹（1443年—？），字廷琿，浙江紹興府蕭山縣人，竈籍，明朝政治人物。

## 生平
成化四年（1468年）戊子科浙江鄉試第六十四名舉人，成化十七年（1481年）中式辛丑科會試第二百二十一名，二甲第六十一名進士。弘治四年（1491年）三月由刑部主事升湖廣佥事，丁憂服闋，十年六月復除福建佥事，十四年三月以考察致仕。

## 家族
曾祖富原禮；祖父富孟文；父富景先。前母周氏；母蔣氏。慈侍下。